# Gens Genúcia
La gens Genúcia (en llatí: Genucia gens) era una antiga família romana d'origen patrici, tal com indica el fet que Tit Genuci Augurí fos cònsol l'any 451 aC i Marc Genuci Augurí el 445 aC, quan encara els plebeus no tenien accés al consolat.
Més tard alguna branca va convertir-se en plebea bé per voluntat o per matrimonis mixtos. Els cognomens que va utilitzar aquesta gens van ser: Aventinensis, Augurinus, Cipus i Clepsina.
Alguns personatges destacats que no portaven cap cognom especial van ser:
- Tit Genuci, tribú de la plebs el 476 aC
- Gneu Genuci, tribú de la plebs el 473 aC
- Genuci, tribú de la plebs vers 241 aC.
- Luci Genuci, ambaixador romà.
- Marc Genuci, tribú militar el 193 aC
- Genuci, sacerdot de la deessa Magna Mater.